# Nucli estriat

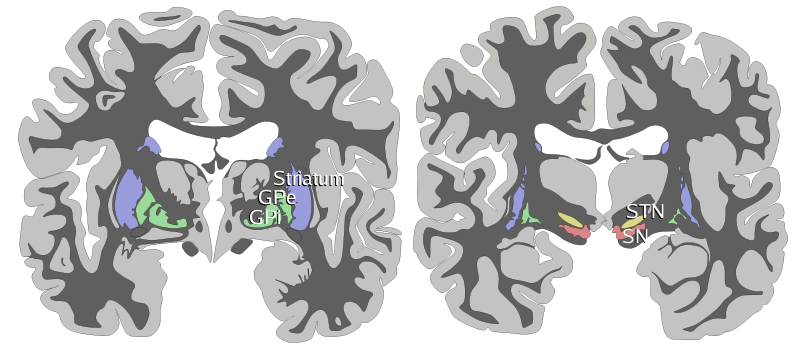
Tall coronal d'un cervell humà on es mostren els ganglis basals.

El nucli estriat o cos estriat és una estructura subcortical del telencèfal. Constitueix el límit inferior dels ventricles laterals. És l'estació d'entrada (input) dels ganglis basals. Engloba dos nuclis: el nucli caudat i el nucli lenticular.

## Història
Als segles XVII i XVIII, el terme cos estriat s'utilitzava per designar molts elements diferents, profunds i infracorticals de l'hemisferi. Els Vogts (Cécile i Oskar, 1941) simplificaren la nomenclatura proposant el terme nucli estriat o simplement estriat per a totes aquelles estructures constituïdes per elements estriatals: el nucli caudat i el nucli lenticular.

## Estructura
EL nucli estriat és una massa llarga i contínua, que és travessada per la càpsula interna, deixant el nucli caudat lateralment i el nucli putamen més medial.
El nucli estriat és homogeni quant a composició neuronal, ja que està constituït per quatre tipus de neurones:
- Neurones espinoses. Estan relativament a prop de les neurones piramidals del còrtex. Presenten espines dorsals. Constitueixen el 96% de les neurones del nucli estriat.
- Neurones leptodendrítiques o de Deiter(2%). Presenta dendrites llargues però poc ramificades.
- Interneurones colinèrgiques de Spidery(1%). Són diferents en primats i en rates.

A més presenta una sèrie de neurotransmissors:
- Parvalbúmina GABAèrgica, sintetitzada per les interneurones. Són d'acció ràpida.
- Calretinina GABAèrgica, sintetitzada per les interneurones.
- Somatostatina GABAèrgica, sintetitzada per les interneurones.

## Aferències
L'aferència més important en termes de quantitat d'axons és la connexió corticoestriada, és a dir, la via que l'uneix amb el còrtex cerebral. Les neurones corticals que projecten sobre el nucli estriat estan situades a la làmina V. Acaben normalment a les espines dorsals de les neurones espinoses. És una connexió excitadora, ja que el neurotransmissor és el GABA.
Una altra aferència ben coneguda és la connexió nigroestriada, és a dir, amb la substància negra (pars compacta). També hi ha una connexió amb el tàlem (connexió o via talamoestriada. A més rep altres aferències dels ganglis basals tals com el nucli subtalàmic (neurotransmissor: glutamat) o el globus pàl·lid extern (neurotransmissor:GABA).

## Eferències
La principal eferència és sobre la substància negra. Aquesta via és molt densa i està formada per axons molt poc mielinitzats. També presenta eferències amb els globus pàl·lid extern i intern.

## Funció
EL nucli estriat intervé en el plantejament i la modulació de les vies del moviment. També està involucrat en processos cognoscitius que impliquen la funció executiva.

## Patologia associada
La malaltia de Parkinson és causada per la pèrdua de la innervació dopaminèrgica cap a l'estriat -i cap a altres ganglis basals-, el que provoca una cascada de conseqüències. La lesió de l'estriat també està implicada en la malaltia de Huntington, corees i discinèsies. També està relacionat amb l'addicció.